# Maciek Dobrowolski
Maciek Dobrowolski (ur. 3 marca 1986 w Warszawie) – polski kompozytor muzyki filmowej i producent muzyczny. Na swoim koncie ma m.in. stworzenie muzyki do pierwszego w historii filmu pełnometrażowego produkcji katarskiej.

## Życiorys
Muzyką filmową zainteresował się już wieku 10 lat. W latach 1996–2006 związany z Podkową Leśna i Milanówkiem, gdzie uczęszczał do Społecznego Liceum Ogólnokształcącego Nr 5 oraz do prywatnej szkoły muzycznej (klasa gitary klasycznej). Ukończył historię na Uniwersytecie Warszawskim oraz kursy kompozycji do filmu i gier komputerowych Berklee College of Music. W latach 2011–2013 pobierał prywatne lekcje gry na fortepianie u Kari Amirian.

## Twórczość
W 2009 roku na drodze konkursu został zaangażowany do pracy przy grze komputerowej They Metropolis Software, a pod koniec 2009 roku rozpoczął pracę nad muzyką do filmu Clockwise, pierwszego pełnometrażowego filmu w historii Kataru.  Przy okazji tego projektu kompozytor miał okazję współpracować m.in. z Krzysztofem Herdzinem, Radzimirem Dębskim i Tadeuszem Mieczkowskim.
W późniejszym okresie Dobrowolski tworzył muzykę do filmu Radiogram, reklam, gier komputerowych (m.in. dla Frogsong Studio), pracował jako asystent i dodatkowy orkiestrator Krzysztofa A. Janczaka przy filmach Cud oraz Zerwany Kłos. W roku 2013 nagrał album koncepcyjny The Winde, a w 2018 zainspirowany wierszem Ephemera W.B. Yeatsa album pod tym samym tytułem.
Ostatnie lata przyniosły współpracę m.in. z Platige Image, Muzeum Powstania Warszawskiego, 180heartbeats + JUNG v MATT, Film Produkcja czy Stellar Fireworks.
W 2019 roku skomponował i nagrał muzykę do spektaklu na wodzie “Legenda o magicznej perle” wystawianego w Legendii, której towarzyszyła piosenka Biegnę przy Tobie wyprodukowana przez Maćka Dobrowolskiego a wykonana przez SABINĘ. Przy okazji tego projektu kompozytor ponownie pracował z Robertem Amirianem oraz Kamilem Rogińskim, z którymi wcześniej nagrywał muzykę do filmu Clockwise.
Maciek Dobrowolski jest również stałym współpracownikiem grupy PanGenerator, dla której tworzy muzykę do materiałów wideo – m.in. Constellactions, Spiralala czy nagrodzonej Złotym Lwem w Cannes Quantum of Peace. Dla kolektywu PanGenerator stworzył również oprawę muzyczną do interaktywnej instalacji  Łączność w Powstaniu.

## Nagrody i wyróżnienia
W 2014 roku Maciek Dobrowolski zdobył drugą nagrodę na Festiwalu Muzyki Filmowej w Krakowie, w latach 2014 oraz 2015 był również finalistą konkursu kompozytorskiego na festiwalu Transatlantyk Festival w Poznaniu, a także uczestnikiem warsztatów kompozytorskich z Garrym Schymanem, Johnem Debneyem czy Jeffem Roną.

## Wybrane kompozycje
Muzyka do filmu – Clockwise (2010)
Muzyka do filmu – Radiogram (2017)
Muzyka do filmu - Czarny Młyn (2020)
Muzyka do instalacji – Łączność w Powstaniu (2017)
Muzyka do instalacji – Topografia (2018)
Muzyka do spektaklu multimedialnego na wodzie – Legenda o magicznej perle (2019)
Album koncepcyjny – Ephemera (2018)
Album koncepcyjny – Winde (2013)
Muzyka do gry komputerowej – Spellsworn (2017)